# Benedetto d'Alignan
Benedetto d'Alignan, in francese Benoît d'Alignan (Alignan-du-Vent, ... – Marsiglia, 11 luglio 1268), monaco benedettino, fu nominato vescovo di Marsiglia nel 1229, carica che lasciò nel 1267 quando si fece francescano. Partecipò anche ad una crociata.
Non esistono notizie certe sulla data di nascita di Benedetto.

## Biografia
Divenuto sacrestano dell'Abbazia benedettina di Villemagne, fu nominato abate dell'Abbazia di Notre-Dame de Lagrasse (o de la Grasse) nel 1224. La crociata albigese stava entrando nella sua fase decisiva, poiché Amalrico VI di Montfort aveva ceduto al re di Francia Luigi VIII tutti i diritti che egli aveva ricevuto dal padre Simone IV di Montfort. Benedetto d'Alignan spinse quindi i comuni di Béziers e di Carcassonne a riconoscere l'autorità di Luigi VIII.
Nel 1228 Benedetto si recò in Italia e soggiornò presso la corte pontificia per ottenere il rinnovo dei privilegi della sua abbazia. Nel 1229 fu nominato vescovo di Marsiglia, succedendo a Pietro di Montlaur.

### Vescovo e signore di Marsiglia
Giunto a Marsiglia vi trovò una situazione piuttosto delicata. Infatti i suoi fedeli erano stati colpiti da scomunica. Tuttavia Papa Gregorio IX, preoccupato dal comportamento dell'imperatore Federico II, era disposto a dar prova d'indulgenza.
Egli delegò l'arcivescovo di Arles, Ugo Béroard, e Pietro Colomieu di aiutare il vescovo di Marsiglia nel suo compito di pacificatore. Il 1º gennaio 1230 Benedetto d'Alignan ricevette la sottomissione della popolazione e tolse scomunica ed interdetto. Un trattato fu firmato ad Aix-en-Provence il 9 gennaio 1230. Ma si doveva ugualmente regolamentare le divergenze fra l'Abbazia di San Vittore ed il comune: l'abate Bonfils e il console Guglielmo di Roquefeuille accettarono l'arbitraggio di Benedetto, che pronunciò il suo giudizio il 30 gennaio 1230. Poco più tardi, nella primavera dello stesso anno, Raimondo Berengario IV di Provenza volle affermare la sua autorità sulla città di Marsiglia e propose anch'egli l'arbitrato di Benedetto che emise una sentenza la quale riconosceva l'alta giurisdizione del conte di Provenza Raimondo Berengario V il quale ebbe i castelli di Sain Marcel, Aubagne, Roquefort, Bréganson et Hyères.
Marsiglia si trovò spossessata dei suoi domini esterni, il che valse a Benedetto l'ira dei marsigliesi, i quali si appellarono a Raimondo VII di Tolosa che inviò delle truppe sotto il comando di Barral del Balzo (de Baux) e di Torello de Strada. Risultato di tale azione fu la scomunica lanciata il 3-1-1236 dal legato apostolico Giovanni Bernini contro gli stessi Barral e Torello.
Costretto ad intervenire, l'imperatore Federico II impose una tregua ai due conti, il che obbligò i marsigliesi a riconciliarsi con il vescovo.

### La crociata
Nel 1239 Benedetto d'Alignan partecipò alla cosiddetta "crociata dei baroni" e partì per Gerusalemme, minacciata di invasione araba nonostante gli accordi intercorsi fra il sultano al-Malik al-Kamil e Federico II (Sesta crociata). Il conte della Champagne Tebaldo I di Navarra e tutta la cavalleria si imbarcarono a Marsiglia con il vescovo.
Dopo la disfatta del corpo di spedizione presso Gaza, il grosso dell'armata crociata ripiegò su San Giovanni d'Acri. Benedetto persuase i Templari a rialzare le mura della cittadella di Saphet (oggi Safad). Grazie alle sue vibranti arringhe, furono intrapresi i lavori ed al loro termine, nel 1242 Benedetto tornò a Marsiglia.

### Ultimi atti politici
Benedetto d'Alignan presiedette alla fondazione dell'abbazia cistercense di Monte di Sion e ricevette nella sua città gli agostiniani, i carmelitani, le clarisse, le beghine di Roubaud.
Nel 1245 si dovette difendere da Raimondo Berengario IV di Provenza che pretendeva da lui il giuramento di fedeltà. La vertenza si complicò poiché papa Innocenzo IV attribuì al conte la Rosa d'Oro a Lione, ove Benedetto dovette recarsi. Tuttavia, con la morte di Raimondo Berengario avvenuta il 19 agosto dello stesso, il titolo di conte di Provenza passò a Carlo I d'Angiò, fratello del re di Francia Luigi IX, che aveva sposato Beatrice di Provenza, figlia ereditiera di Raimondo Berengario.
Il 30 agosto 1257 Carlo d'Angiò concesse a Benedetto tutti i suoi diritti sulla città alta in cambio di alcune fortezze:  Mallemort, Saint-Cannat, Signes, Mérindol. Nonostante lo scambio fosse stato vantaggioso per la Chiesa, quattro canonici si rivolsero a Papa Alessandro IV, che inviò una lettera di rimprovero al vescovo. A seguito di ulteriori lamentele, il papa designò due commissari che delegarono due cappellani affinché avviassero un procedimento contro il vescovo e pronunciassero una sentenza di scomunica. Carlo I d'Angiò dovette quindi intervenire con fermezza presso il papa per far togliere la sanzione.

### Secondo viaggio in Terra Santa
Dopo il ritorno dalla prigionia di San Luigi, papa Alessandro IV impegnò con una bolla datata 24 giugno 1260 i marsigliesi ad inviare soccorsi ai cristiani che combattevano in Terra santa. Nonostante l'età Benedetto d'Alignan s'imbarcò alla fine di quello stesso anno. Soggiornò in Terra Santa poco meno di due anni e quindi rientrò in Francia. Quattro anni dopo la sua partenza dall'Egitto, la fortezza di Saphet fu occupata da Baybars, sultano dell'Egitto (25 luglio 1266)

### Ritiro e decesso
Rinunciò al suo vescovado nel 1267 per farsi frate francescano e morì l'anno successivo. Fu sepolto nella stessa chiesa conventuale francescana che successivamente avrebbe accolto le spoglie di San Ludovico d'Angiò, fratello del re di Napoli Roberto I.
Egli ebbe sempre una grande umiltà: i suoi atti erano firmati: «Fratello Benedetto, con il permesso di Dio, vescovo di Marsiglia».

## Culto
Venerato dalla Chiese cattolica come Beato, viene celebrato l'8 luglio.